# Juan Carlos Leonetti
Juan Carlos Leonetti (Mercedes, Buenos Aires, 28 de agosto de 1944 - Villa Martelli, Buenos Aires; 19 de julio de 1976), militar argentino, capitán del Ejército, muerto durante un enfrentamiento armado con dos miembros del ERP, durante el cual fueron también abatido los comandantes del ERP Mario Roberto Santucho y Benito Urteaga.

## Carrera militar
Juan Carlos Leonetti ingresó en el Colegio Militar de la Nación el 8 de marzo de 1961 y egresó el 22 de diciembre de 1964 con el grado de subteniente  del arma de Ingenieros. En el Ejército Argentino tuvo como destinos sucesivos la Escuela de Ingenieros y el Escuadrón de Ingenieros número  2 .En junio de 1965 fue destinado a prestar servicios en el Escuadrón de Ingenieros 2, y dos años después fue promovido al grado de teniente. En 1971 ascendió a teniente  primero y en 1975, a capitán. A su muerte, estaba destinado en el Batallón de Inteligencia 601. Fue profesor de matemáticas en la Universidad del Comahue. En agosto de 1975 fue asignado a la Jefatura 2 de Inteligencia, área de producción, con la misión de atrapar a Santucho. El coronel Carlos Martinez, a cargo de la Jefatura 2 de Inteligencia, junto con el jefe del Batallón 601 de Inteligencia del Ejército, era el responsable de atrapar a las cúpulas de las principales organizaciones guerrilleras de Argentina. La foja de servicios de Leonetti lo definía como un integrista católico, intransigente y meticuloso (Seoane,1991). Estaba casado con  María del Carmen Viola y era padre de 3 hijos, el menor de 6 meses.

### Muerte de Leonetti
El 19 de julio por la mañana  es detenido ilegalmente Domingo Menna, uno de los tres principales dirigentes del PRT-ERP. Menna es detenido en un restaurante cerca de la estación Rivadavia del ferrocarril Mitre en una cita envenenada con un médico cordobés que una posterior investigación identifica como " Gustavo", de apellido López Arguello.  Se  cree  que  la pista que llevó a Leonetti y su grupo al departamento de Villa Martelli ese mismo día  fue un recibo del alquiler de un nebulizador que llevaba Menna y  tenía registrada una dirección en Villa Martelli.
Ese mismo  19 de julio de 1976,  cerca de las 15 horas,  el capitán Leonetti ingresó al frente de un grupo de tareas a un edificio de departamentos en Villa Martelli en la calle Venezuela 3145 y se dirigió al departamento "B" del segundo piso  donde se presumía podían estar otros miembros del PRT-ERP. Cuando ingresó, se encontraban Mario Roberto Santucho, jefe máximo del Ejército Revolucionario del Pueblo, su compañera Liliana Marta Delfino,  y uno de sus lugartenientes, Benito Urteaga con su hijo de 2 años; José . Se generó un tiroteo en cuyo curso murió Benito  Urteaga y resultaron heridos de muerte tanto el capitán  Leonetti, quien falleció poco después sin saber que había matado al comandante en jefe y secretario general  del PRT-ERP como el mismo  Santucho, que fue trasladado a Campo de Mayo y falleció después.  Ana María  Lanzilotto, pareja de Domingo Menna quien vivía con Santucho en ese departamento, fue secuestrada por los militares horas después al llegar al departamento. Liliana  Delfino, Ana María  Lanzilotto y Domingo Menna fueron secuestrados ilegalmente por los militares y se encuentran desaparecidos. El hijo por nacer de Lanzilotto y Menna  nació en septiembre de 1976   y recuperó su  verdadera identidad en 2016.    

## Homenajes póstumos
Juan Carlos Leonetti, que estaba casado y tenía tres hijos, fue ascendido post mortem al grado de mayor. En su homenaje llevan su nombre la Escuela 496 del Municipio de Fernández en la Provincia de Santiago del Estero, la Escuela de frontera bilingüe Intercultural 604 de Bernardo de Irigoyen de la Provincia de Misiones, la Escuela 180 de María Grande, a 80 kilómetros de Paraná, la Escuela 4600, de Olacapato, Provincia de Salta, el Centro de Información Bibliográfica del Ejército y la Central de Reunión de Inteligencia Militar del Ejército Argentino.

## Museo de la subversión Juan Carlos Leonetti
El capitán Leonetti fue homenajeado por sus camaradas  que crearon el  museo  de la subversión Juan Carlos Leonetti. El mismo   funcionó durante varios años en la guarnición Campo de Mayo. Albergaba documentos tanto del PRT-ERP como de Montoneros y otras organizaciones armadas. El museo recibía la visita de contingentes escolares si bien altas autoridades militares como el dictador Jorge Rafael Videla negaron su existencia.  Se exhibían armas , granadas y libros. Entre los documentos figuraba el diploma de contador público de Mario Roberto Santucho y una foto del mismo ya   fallecido. Inclusive había documentación vinculada al ataque al regimiento de infantería mecanizada 3 de La Tablada.  El museo se desactivó y cuando terminó la dictadura ya no existía .  Actualmente en ese lugar hay una dependencia administrativa de la mutual del Círculo de Suboficiales del Ejército en cual se han hecho excavaciones y se encontraron rastros del mismo. 